# Uppingham
Uppingham este un oraș în comitatul Rutland, în regiunea East Midlands, Anglia. 